# Chris Schilder
Chris Schilder (* um 1946) ist ein südafrikanischer Fusionmusiker (Piano, Keyboards, Komposition), der heute unter seinem islamischen Namen Ibrahim Khalil Shihab arbeitet.

## Leben und Wirken
Schilder stammt aus einer in Kapstadt tätigen Musikerfamilie und ist ein Bruder von Tony Schilder. Im Alter von 14 Jahren hatte er bereits einen Auftritt in einem Nachtclub in Rondebosch. 1968 nahm Schilder nach einer dreimonatigen Tournee durch Afrika sein Debütalbum Spring mit seinem Quintett auf, zu dem Winston „Mankunku“ Ngozi und Gilbert Matthews gehörten. 1975 wurde er Mitglied in der Fusionband Pacific Express, wurde deren Hauptkomponist und lenkte die Gruppe in eine jazzigere Richtung. Auch schrieb er den Hit „Give a Little Love“, der auf On Time, dem zweiten Album von Pacific Express 1978 erschien. 1979 änderte er seinen Namen in Ibrahim Khalil Shihab, nachdem er auch aufgrund der politischen Verhältnisse zum Islam konvertiert war.
Trotz des Erfolgs von Pacific Express musste Schilder seinen Lebensunterhalt lange als Unterhaltungspianist in den Hotels zwischen dem Arabischen Golf und China verdienen. Erst 1999 konnte er wieder für Jack van Polls Reihe Solo Piano ein 50-minütiges Album mit drei Titeln aufnehmen. Er unterrichtete zuletzt am Capetown Music Institute, spielte beim Cape Town International Jazz Festival und komponierte weiter. 2018 entstand sein drittes Album Essence of Spring.